# Лозанна (футбольний клуб)
«Лозанна» (фр. Lausanne) — швейцарський футбольний клуб із однойменного міста, заснований у 1896 році. Виступає у швейцарській Суперлізі.

## Історія
У національному чемпіонаті 1931-32 року «Лозанна» стала переможцем другого футбольного дивізіону Швейцарії. За тодішнім регламентом до фінального турніру чемпіонату країни потрапляли перші місця двох груп вищого дивізіону, переможець плей-оф для других місць і чемпіон другого дивізіону. В перших двох турах «Лозанна» зіграла внічию з «Грассгоппером» (2:2) і «Уранією» (1:1). В третьому турі клуб зустрічався з «Цюрихом», що мав дві перемоги, і здобув перемогу з рахунком 4:2, тому виникла ситуація, коли обидві команди набрали однакову кількість очок. Для визначення чемпіона був призначений додатковий матч між цими ж суперниками, що відбувся через тиждень 3 липня 1932 року. «Лозанна» вдруге обіграла «Цюрих» з рахунком 5:2 і стала чемпіоном. Такий формат змагань проіснував лише два роки, тому «Лозанна» стала єдиним клубом, що має у своєму розпорядженні рідкісне досягнення — перемогу в чемпіонаті Швейцарії, будучи клубом другого дивізіону.

## Досягнення
Суперліга
- Чемпіон (7): 1913, 1932, 1935, 1936, 1944, 1951, 1965

Кубок Швейцарії
- Володар кубка (9): 1935, 1939, 1944, 1950, 1962, 1964, 1981, 1998, 1999